# Elderschans

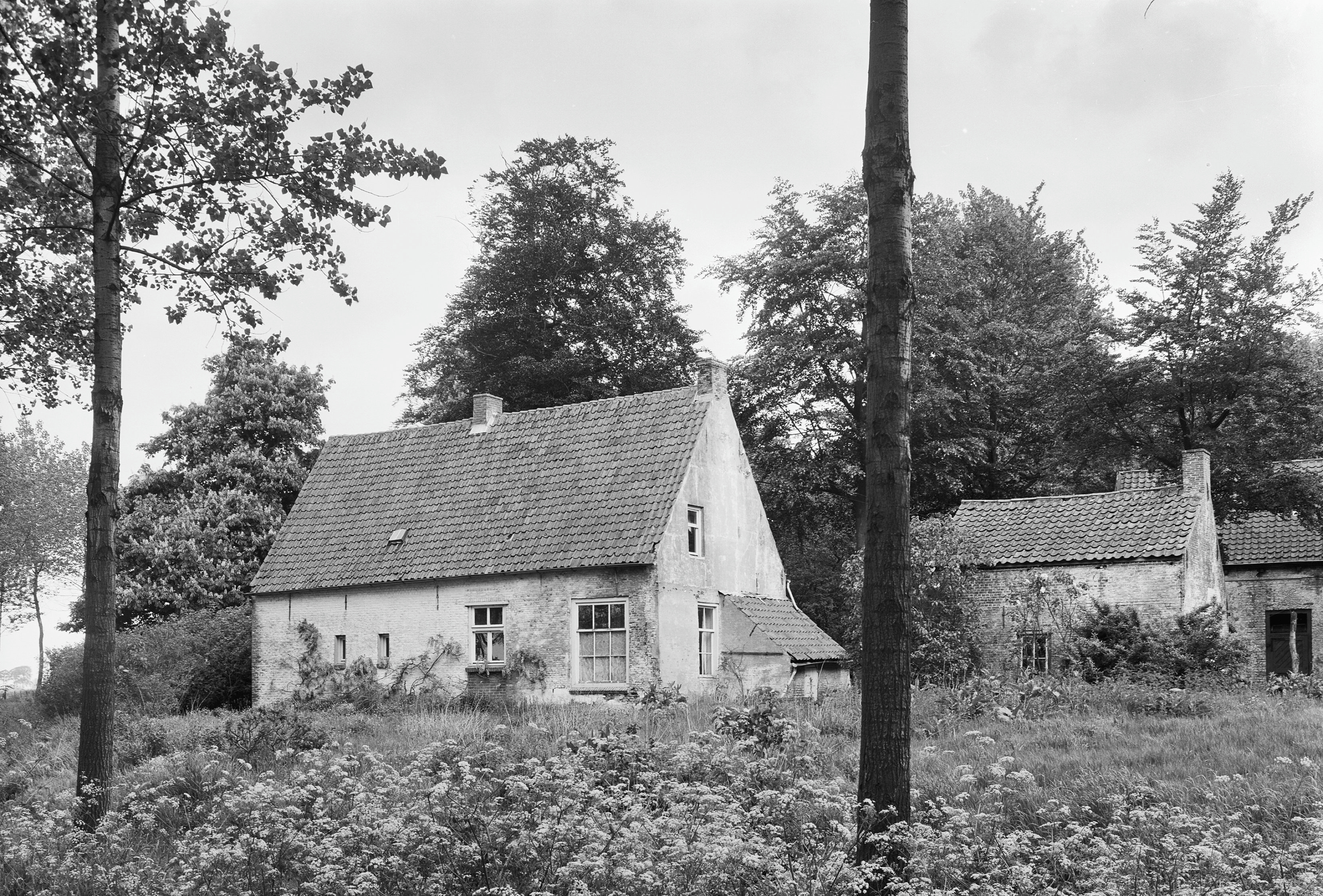
Elderschans

De Elderschans of Eederschans (oorspronkelijk: Heilleschans, later verbasterd tot de huidige naam) was een geïsoleerde versterking ten westen van Aardenburg, die onderdeel uitmaakte van de Staats-Spaanse Linies.

## Geschiedenis
De Elderschans werd in 1604 aangelegd, samen met de Olieschans, ter verdediging van Aardenburg. Ze lag aan de zeearm het Platvliet. In 1673 werd het fort gesloopt.
In 1728 was de schans in bezit van Hendrik de Beaufort (1686-1740), die heer was van Duivendijke, en van Justina Geertruida van Welderen. Zij verkochten deze in 1729 aan Petrus Adrianus van Affelen die burgemeester was van het Vrije van Sluis en hier een buitenplaats stichtte. Na zijn dood was dit goed bezit van zijn weduwe, Catharina van Uffelen, die de naam veranderde in Rustenburg.
In 1770 werd het landgoed verkocht aan Daniel Veijs, die getrouwd was met Maria Zonnevylle. De naam werd weer Elderschans. Nadat Daniel eveneens gestorven was, hebben zijn erfgenamen de Elderschans in 1800 verkocht aan vier Aardenburgse notabelen, die elk voor een kwart eigenaar werden. In 1841 waren er zelfs vijf eigenaren. Eén daarvan was Pieter Christiaan Jacobus Hennequin, en deze wist in 1885 de Elderschans geheel in eigendom te krijgen.
Hij liet toen een landhuis bouwen dat ontworpen was door Jan Adriaan Frederiks in eclectische stijl. Het werd gebouwd op het punt waar twee lanen, die al in de 18e eeuw waren aangelegd, elkaar kruisten. Het park werd heringericht. Nadat hij gestorven was heeft zijn echtgenote, Wilhelmina Johanna van Oostenwijk Stern, er nog een poos gewoond. In 1915 vertrok zij naar Hilversum en in 1919 verkocht zij het landgoed.
Dit heeft daarna nog vele eigenaren gekend. Het landhuis werd in 1944 door granaatvuur beschadigd, en in 1945 kocht de toenmalige gemeente Aardenburg het, om het in 1986 weer aan een particulier te verkopen. Het park bleef echter gemeentelijk eigendom.
Van het fort zijn de binnen- en buitengracht nog grotendeels aanwezig en de loop van de omwalling is herkenbaar. Het gebied is bebost en men kan er wandelen. Het is een van de weinige bossen in deze omgeving en een van de weinige landgoederen in Zeeuws-Vlaanderen.